# Cathelotis sanidopa
Cathelotis sanidopa är en fjärilsart som beskrevs av Edward Meyrick 1926. Cathelotis sanidopa ingår i släktet Cathelotis och familjen Copromorphidae. Inga underarter finns listade i Catalogue of Life.